# École de Bruxelles (droit)
Pour les articles homonymes, voir École de Bruxelles.
L’École de Bruxelles est une école de pensée qui s’illustre dans le domaine de la philosophie et de la science du droit. Elle bénéficie d’un rayonnement international. Elle se caractérise par son orientation pratique et transdisciplinaire, sa méthode pragmatique, son investissement dans la vie sociale et ses transformations.
Trois périodes successives ont jalonné son histoire. L’école est née à la fin du XIXe siècle d’une inspiration positiviste et moderniste qui conduisit ses premiers membres à engager le tournant sociologique du droit, de la philosophie et des sciences humaines. L’École de Bruxelles a joué un rôle moteur dans le développement de la sociologie en Belgique. Après 1945, une nouvelle génération de l’École, composée principalement de juristes - ainsi que de philosophes et logiciens - , fédérés autour de la figure tutélaire de Chaïm Perelman, a apporté une contribution majeure au tournant argumentatif en droit et en philosophie. Elle a ainsi permis le développement de l’argumentation comme discipline. Depuis les années 1990, les juristes et philosophes du droit de l’École de Bruxelles renouvellent et appliquent les méthodes de l’École au tournant global : leurs travaux analysent les conséquences majeures de la globalisation sur les institutions politiques et juridiques et s’intéressent aux transformations en cours dans le domaine du droit et des normativités en général.

## Le tournant sociologique

### Luttes doctrinales et émergence de l’École
L’École de Bruxelles prend son origine dans le tournant sociologique du droit et des sciences sociales. Ce tournant se comprend à l’aune des doctrines qui prévalaient alors au sein de l’université libre de Bruxelles.
Dans le dernier quart du XIXe siècle, l’institution était encore largement acquise aux thèses spiritualistes et antipositivites du philosophe allemand Karl Christian Friedrich Krause prolongées par ses disciples, professeurs au sein de cette même Université, Heinrich Ahrens, Théodore Schliephake et Guillaume Tiberghien. Une jeune génération de libéraux progressistes, acquise aux idées positivistes et évolutionnistes d’Auguste Comte et d’Herbert Spencer, allait toutefois confronter la tradition dominante et doctrinaire de l’Université, opérer une révolution intellectuelle et donner l’impulsion décisive à la fondation de la sociologie en Belgique.
Le creuset de cette révolution sera d’abord la Faculté de droit plus ouverte aux idées nouvelles que celle de Philosophie et Lettres, dominée par la figure de Tiberghien engagé contre l’athéisme, le matérialisme et le positivisme. Elle portera toutefois tous ses fruits au sein de nouvelles institutions dynamiques nées, tant à l’intérieur qu’à l’extérieur de l’université, de l’affrontement entre spiritualistes et positivistes. Elles bénéficieront du soutien direct ou indirect de l’industriel belge Ernest Solvay: l’Université nouvelle ou École Libre d'Enseignement Supérieur et Institut des Hautes Études de Bruxelles (1894), l’Institut des sciences sociales (1894), l’École des sciences politiques et sociales (1897) et l’Institut de Sociologie Solvay (1902).
L’une des figures de proue de cette révolution intellectuelle est Guillaume De Greef, avocat au barreau de Bruxelles et docteur en droit. Son Introduction à la sociologie en deux volumes, publiée entre 1886 et 1889, fait de lui le premier véritable sociologue belge. Son œuvre sera notamment discutée en France par Émile Durkheim. Sa sociologie s’inspire de celles d’Auguste Comte et d’Herbert Spencer. Elle retient toutefois du Belge Adolphe Quetelet l’importance de la méthode quantitative et expérimentale.
Parmi ceux qui, avec lui, participeront à un titre ou à un autre au tournant sociologique précoce qui s’opère à Bruxelles, on trouve notamment le docteur en droit et en science Hector Denis, les juristes Paul Janson, Émile Vandervelde, Edmond Picard, le philosophe René Berthelot ou encore le futur prix Nobel de la Paix, Henri La Fontaine. Le mouvement intellectuel ainsi initié est prolongé à partir de 1902 par les travaux conduits au sein de l’Institut de sociologie Solvay sous la houlette de son directeur, l’ingénieur Émile Waxweiler et de ses proches collaborateurs, le juriste Louis Wodon ainsi que l’historien du droit et disciple d’Henri Pirenne, Guillaume Des Marez. Ces travaux, particulièrement influents en Europe, rencontreront un succès international.
Parce qu’en Belgique, jusqu’à la Première Guerre mondiale, la sociologie est « limitée au milieu francophone libéral bruxellois, fortement international », on parle d’École de Bruxelles ou d’École sociologique de Bruxelles pour désigner les grandes orientations théoriques et pratiques résultant de ce foisonnement d’idées et d’initiatives.

### Sociologie normative et ingénierie sociale
Au contraire de la sociologie de Durkheim et dans la droite ligne de Comte, la sociologie mise en œuvre par les positivistes bruxellois, au-delà de leurs divergences, ne se contente, ni n’accepte de se limiter, à l’observation, à la description et à l’analyse des faits sociaux. La sociologie de l’École de Bruxelles est faite par des juristes et des ingénieurs. Elle se pense à la fois comme une sociologie normative et comme une ingénierie sociale. Aussi, son ambition est vaste : au départ de l’observation de la pratique et de ses nécessités, elle entend découvrir les lois qui régissent la société et son évolution, mais aussi en guider le cours social dans le sens du progrès. Pour ce faire elle met au point et participe à la mise en œuvre d’instruments nouveaux, destinés à favoriser le gouvernement scientifique de la société et l’évolution du droit. Il s’agit d’une sociologie résolument engagée. L’organisation des Semaines sociales par l’Institut de sociologie Solvay à partir de 1912 témoigne de cette ambition pratique et réformatrice.

### Le tournant sociologique en droit
Les idées nouvelles promues par l’École de Bruxelles se manifestent particulièrement en droit. Les juristes de l’École de Bruxelles s’engageront en effet pleinement dans le tournant sociologique et anti-formaliste de la science juridique qui fit « circuler dans les différentes branches du droit, une sève nouvelle ». Tous ceux qui participèrent aux travaux de l’Institut de sociologie, tels qu’Adolphe Prins, Maurice Bourguin, Paul Errera, René Marcq ou encore Maurice Vauthier, rénoveront leur discipline dans un sens sociologique. Au-delà même de ce cercle, les travaux de Paul Vander Eycken radicalisant ceux de François Gény sur la méthode d’interprétation juridique, puis ceux du grand civiliste Henri De Page, faisant du droit « une science sociale, une branche de la sociologie, science vivante et expérimentale par excellence », s’inscrivent également dans la droite ligne de la conception du droit de l’École de Bruxelles. On rattache encore à cette École les travaux de Georges Cornil, de Léon Cornil, d’Henri Rolin et de Georges Smets.
L’influence des premiers travaux de l’École de Bruxelles sur le droit belge sera significative :
- En droit pénal : l’adoption de lois de défense sociale sous l’inspiration d’Adolphe Prins[23] ou les réformes portées par Léon Cornil alors qu’il était chef de cabinet d'Émile Vandervelde[24] ;
- En droit social : la législation sur les accidents de travail, préparée par Louis Wodon ;
- En droit public : le principe de soumission des pouvoirs publics au régime de responsabilité de droit commun (inspiré par Louis Wodon et consacré par la cour de cassation dans l’arrêt Flandria[25]) et la création du Conseil d’État sous l’impulsion Maurice Vauthier et René Marcq[26].

## Le tournant argumentatif

### De Dupréel à Perelman
La seconde période de l’École de Bruxelles est marquée par le tournant argumentatif et le renouveau de la rhétorique. Ce mouvement puise ses sources dans l’œuvre de l’un des maîtres de la philosophie et de la sociologie bruxelloise : Eugène Dupréel. Initié au pragmatisme par son maître, René Berthelot, et contributeur régulier aux travaux de l’Institut de sociologie Solvay, Dupréel entreprend de réhabiliter la pensée des sophistes, décriée et méprisée depuis Platon par toute l’histoire de la philosophie, dans deux ouvrages majeurs. En outre, se revendiquant volontiers de la pensée de Protagoras qu’il estime pétrie « du point de vue sociologique », Dupréel développe une philosophie morale pluraliste centrée sur la notion de convention et d’accord. Sa « philosophie des valeurs » fait notamment la part belle aux notions confuses dont le rôle dans l’accord des esprits est central. Ses travaux, qui  bénéficieront d’un grand retentissement et susciteront la controverse, donneront ainsi l’impulsion à un renouveau des études rhétoriques.
Son élève, Chaïm Perelman, juriste et philosophe, prolongera à sa manière le travail engagé par son maître. Épris de logique, c’est la question de la justice qui l’intéressa plus particulièrement à partir de 1945. La Seconde Guerre mondiale a en effet profondément marqué et affecté les membres de l’École de Bruxelles, engagés dans la résistance contre l’occupant. Elle impose de repenser fondamentalement les rapports entre le droit et la justice. L’École de Bruxelles mobilise alors sa tradition antiformaliste, axée sur les juges, pour contester la théorie normativiste dominante de Hans Kelsen d’une part, et celle analytique de Herbert Hart d’autre part.
En 1950, Perelman cofonde le Centre national de recherche de logique. Aux côtés de Paul Foriers, Henri Buch et René Dekkers, il crée en 1953 la section juridique du Centre qui devient, à partir de 1967, le Centre de philosophie du droit, aujourd’hui dénommé Centre Perelman de philosophie du droit. L’équipe, formée de professeurs et de praticiens du droit belges et étrangers, se consacre à l’étude des raisonnements non formels, au départ de la motivation des décisions de justice. Ils renouvellent ainsi l’étude des grands problèmes de la logique juridique, comme les rapports entre Le fait et le droit (1961), Les antinomies (1965), Les lacunes (1968), La règle de droit (1971), La motivation (1978), La preuve (1981).
Sur la base de ces recherches juridiques, Perelman renouvelle complètement l’étude de la rhétorique et contribue de manière fondamentale au tournant argumentatif. Il publie en 1958, aux côtés de Lucie Olbrechts-Tyteca, son célèbre Traité de l’argumentation. L’ouvrage, traduit dans de multiples langues, connaît un succès international et multi-disciplinaire. Il donne naissance à ce que l’on dénomme « La nouvelle rhétorique » et au modèle d’interprétation pragmatique. Les travaux de Perelman dans le domaine de la philosophie de l’argumentation sont poursuivis par ses élèves, notamment Michel Meyer qui développe plus particulièrement la problématologie.

### Les réalisations en droit positif
Comme leurs prédécesseurs, cette nouvelle génération de juristes de l’École de Bruxelles contribue activement à l’évolution du droit. Ainsi, la reconnaissance qu’il existe, au-delà des sources formelles du droit positif (loi, règlement…), des principes généraux du droit qui doivent être reconnus comme partie intégrante et obligatoire du droit, constitue une victoire emblématique des thèses anti-normativistes de l’École de Bruxelles et le produit de son activisme. La voie en avait été ouverte par une étude de Paul Foriers, l’ami et adjoint de Perelman, en 1967. En 1970, Ganshof Van Der Meersch, professeur de droit constitutionnel à l’ULB et procureur général près la Cour de cassation, y consacre sa célèbre mercuriale (discours de rentrée). La Cour suit les recommandations de son procureur général l’année même, en recevant un pourvoi en cassation formé contre la violation d'un principe général du droit non sanctionné par une législation précise. Il existe désormais officiellement du droit en dehors et au-delà de la loi.
Les thèses de Foriers sur « le droit naturel positif » trouvent également à s’exprimer dans la jurisprudence pénale par la reconnaissance de la théorie de l’état de nécessité et, plus largement, des causes de justification, auquel Robert Legros, professeur de droit pénal à l’ULB, auteur d’un important projet de réforme du Code, 1er président de la Cour de Cassation et membre actif du cercle perelmanien, prête son talent et son énergie.
Les juristes de l’École de Bruxelles s’illustrent également de manière très remarquable dans le domaine du droit privé. En droit des obligations, où Pierre Van Ommeslaghe succède à De Page, l’École de Bruxelles accompagne la transformation du droit des obligations de la conception volontariste vers la théorie pragmatique de la reconnaissance des anticipations légitimes d’autrui à travers la formulation et la consécration notamment des théories de la cause, de l’apparence, de la bonne foi, de la caducité, etc. En droit réel, la Cour de cassation consacre la responsabilité objective pour troubles anormaux de voisinage, formulée par Dekkers. Jean Van Ryn, accompagné de Jacques Heenen, fixe les principes du droit commercial sur la base d’une observation pragmatique des différents domaines de la vie des affaires. L’École de Bruxelles travaille durant plusieurs générations à construire le droit de l’entreprise. Elle réussit à faire prévaloir une conception large de l’intérêt social, qui se traduit en pratique par la suprématie du conseil d’administration sur l’assemblée générale, et qui anticipe de plusieurs dizaines d’années les débats actuels sur la gouvernance d’entreprise et la responsabilité sociétale des entreprises.
L’École de Bruxelles poursuit en outre pendant cette époque son investissement au niveau européen et international. Henri Rolin, premier président du Centre de droit international de l’ULB, fondé en 1964, et Ganshof Van Der Meersch, qui fonde l’Institut d’Études Européennes (IEE) de l’ULB en 1963, seront respectivement président et vice-président de la Cour européenne des droits de l’homme. L’École de Bruxelles parvient, ici encore sous l’impulsion de Ganshof van der Meersch, à faire reconnaître au juge interne le pouvoir de contrôler la conformité des règles internes aux normes internationales et européennes, en ce compris à la jurisprudence de la Cour européenne des droits de l’homme, ce qui transforme considérablement la pratique du droit. Sous l’impulsion de Jean Salmon, disciple de Perelman, mais également membre de l’École critique de Reims, le Centre de droit international développe une approche critique du droit international positif et s’illustre par son investissement notamment dans le contentieux de la Cour internationale de justice.

## Le tournant global
Dès ses débuts, l’École de Bruxelles a anticipé l’émergence d’une société mondiale et la nécessité de repenser le droit au niveau de cette société mondiale, indépendamment des États et de leurs frontières. En français, le terme « mondialisation » a d’ailleurs été inventé par un membre de l’École de Bruxelles, Paul Otlet. Dès la fin du XIXe siècle, Guillaume De Greef développe sa théorie des frontières, qui prévoit l’effacement progressif des frontières, notamment nationales, au profit de l’ère de la mondialité. Henri La Fontaine, qui sera récompensé en 1913 par le prix Nobel de la Paix, refuse le principe de la souveraineté des États, de même qu’il dénie à ceux-ci la propriété de leurs ressources naturelles. Il rédige, ainsi que son ami Paul Otlet, des projets de constitution mondiale fondés sur les droits des hommes et de l’Humanité. Plus tard, René Dekkers travaille quant à lui à l’élaboration, sur la base du droit comparé, d’un droit privé des Peuples, à vocation universelle.
Il n’est dès lors pas étonnant que l’École de Bruxelles ait pris toute sa part dans le « tournant global » des sciences sociales, à partir de 1990, et dans l’étude du droit global. Le droit global se distingue du droit international public, qui présente un caractère essentiellement interétatique. Le droit international est le droit des États ou entre les États, alors que le droit global est le droit de la société mondiale.
Le droit global implique donc une perspective globale sur le droit, mais du point de vue micro-juridique du sujet de droit. Jacques Vanderlinden, anthropologue, comparatiste et historien du droit de l’École de Bruxelles, fait ainsi évoluer la notion du « pluralisme juridique », dont il est l’un des principaux théoriciens, dans un sens pragmatique. Le pluralisme ne désigne plus les relations entre les ordres juridiques multiples qui coexistent dans le monde, mais bien la situation de l’individu, auquel est susceptible de s’appliquer, en fonction de sa situation et de ses choix, une pluralité de règles juridiques et plus largement de normes. Cette situation conduit notamment au « forum shopping » et induit une concurrence régulatoire entre les ordres normatifs (regulatory competition) qui risque de conduire à une « course vers le bas » (race to the bottom), c’est-à-dire à la destruction des règles juridiques actuelles, en particulier nationales. Mais elle incite également à une utilisation stratégique du droit comparé, notamment dans la lutte pour faire prévaloir certaines causes et valeurs à l’échelle globale.
Les travaux de l’École de Bruxelles mettent cependant en évidence que la globalisation ne produit pas que des effets destructeurs, mais qu’elle suscite également l’émergence de normes et de dispositifs normatifs originaux. Dans sa perspective antiformaliste, privilégiant l’observation des formes du droit vivant, l’École de Bruxelles plaide ainsi, notamment avec Xavier Dieux, pour un élargissement du domaine du droit aux formes alternatives de normativité généralement désignées par le terme de « soft law » ou « droit mou ». Les recherches poursuivies notamment au sein du Centre Perelman de philosophie du droit portent ainsi sur les codes de conduite, les normes techniques, les indicateurs et les dispositifs d’évaluation et de classement ainsi que d’autres « objets juridiques non identifiés » (OJNI). Elles mettent en évidence les instruments et la dynamique à l’œuvre dans la « lutte globale pour le droit » à laquelle se livrent non seulement les États et les organisations internationales, mais aussi les entreprises, les ONG, les réseaux d’experts et de régulateurs, les cabinets d’avocats globaux (global law firms), etc.
Les recherches de l’École de Bruxelles portent sur de nombreux secteurs de la société contemporaine : la gouvernance et la régulation de l’Internet et des réseaux de communication ; la régulation des marchés financiers, les instruments du droit financier, les normes comptables et les agences de notation financière; la gouvernance et la responsabilité sociétale des entreprises; les marchés du carbone et les instruments de lutte contre le réchauffement climatique ; les standards constitutionnels mondiaux, le contentieux transnational des droits de l’homme et les indicateurs de compétitivité juridique et de respect du droit ; les instruments de la gouvernance européenne comme laboratoire du droit global ; etc.
L’École de Bruxelles partage l’approche pragmatique du droit global avec d’autres mouvements comme le Global Administrative Law (GAL) de l’École de New York, le droit transnational de la New New Haven School, ou encore certaines approches critiques ou liées au Global South. Ces approches pragmatiques se distinguent des théories du droit global fondées sur la notion d’ordre ou de système juridique, comme le constitutionnalisme global, le pluralisme ordonné ou les théories systémiques. Une telle approche apparaît prématurée, selon Benoît Frydman, qui lui préfère une approche dynamique des normativités émergentes en deçà, à travers ou par delà les frontières des ordres juridiques.

## Figures historiques de l’École de Bruxelles
- Henri Buch
- René Berthelot
- Félicien Cattier
- Georges Cornil
- Léon Cornil
- Guillaume De Greef
- Henri De Page
- René Dekkers
- Hector Denis
- Eugène Dupréel
- Paul Foriers
- Walter Ganshof van der Meersch
- Henri Janne
- Paul-Emile Janson
- Robert Legros
- Henri La Fontaine
- René Marcq
- Lucie Olbrechts-Tyteca
- Paul Otlet
- Chaïm Perelman
- Maximilien Philonenko
- Adolphe Prins
- Henri Rolin
- Jean Van Ryn
- Georges Smets
- Emile Vandervelde
- Maurice Vauthier
- Jean Van Ryn
- Emile Waxweiler
- Louis Wodon